# Milan Šrejber
Milan Šrejber, född den 30 september 1963 i Prag, är en tjeckoslovakisk tennisspelare.
Han tog OS-brons i herrarnas dubbelturnering i samband med de olympiska tennisturneringarna 1988 i Seoul.